# Mjøsundbrug
De Mjøsundbrug (Noors: Mjøsundbrua) is een brug die het eiland Andørja verbindt met het vasteland van de provincie Troms in het noorden van Noorwegen. Over de brug loopt Fylkesvei 848.